# Рута 41
Рута 41 — 8,3-метровий автобус середнього класу українського виробництва, що випускається Часово-Ярським ремонтним заводом на шасі Ashok Leyland, що вперше представлений в 2014 році. Автобус комплектується дизельним двигуном Ashok Leyland H6E4S123 5,759 л потужністю 167 к.с., що відповідає вимогам норм Євро-4. Автобус прийшов на заміну моделі Рута 37.

## Модифікації
За час виробництва було виготовлено декілька модифікацій, що дещо відрізняються між собою:
- Рута 40 — міський автобус призначений для перевезенні інвалідів, пасажиромісткість (чол.): повна — 38, сидячих місць — 25.
- Рута 41 — міський автобус, пасажиромісткість (чол.): повна — 38, сидячих місць — 28;